# 29 Camelopardalis
29 Camelopardalis är en vit underjätte i stjärnbilden Giraffen.
Stjärnan har visuell magnitud +6,59 och är inte synlig för blotta ögat ens vid god seeing. Den befinner sig på ett avstånd av ungefär 480 ljusår.